# 세레이션

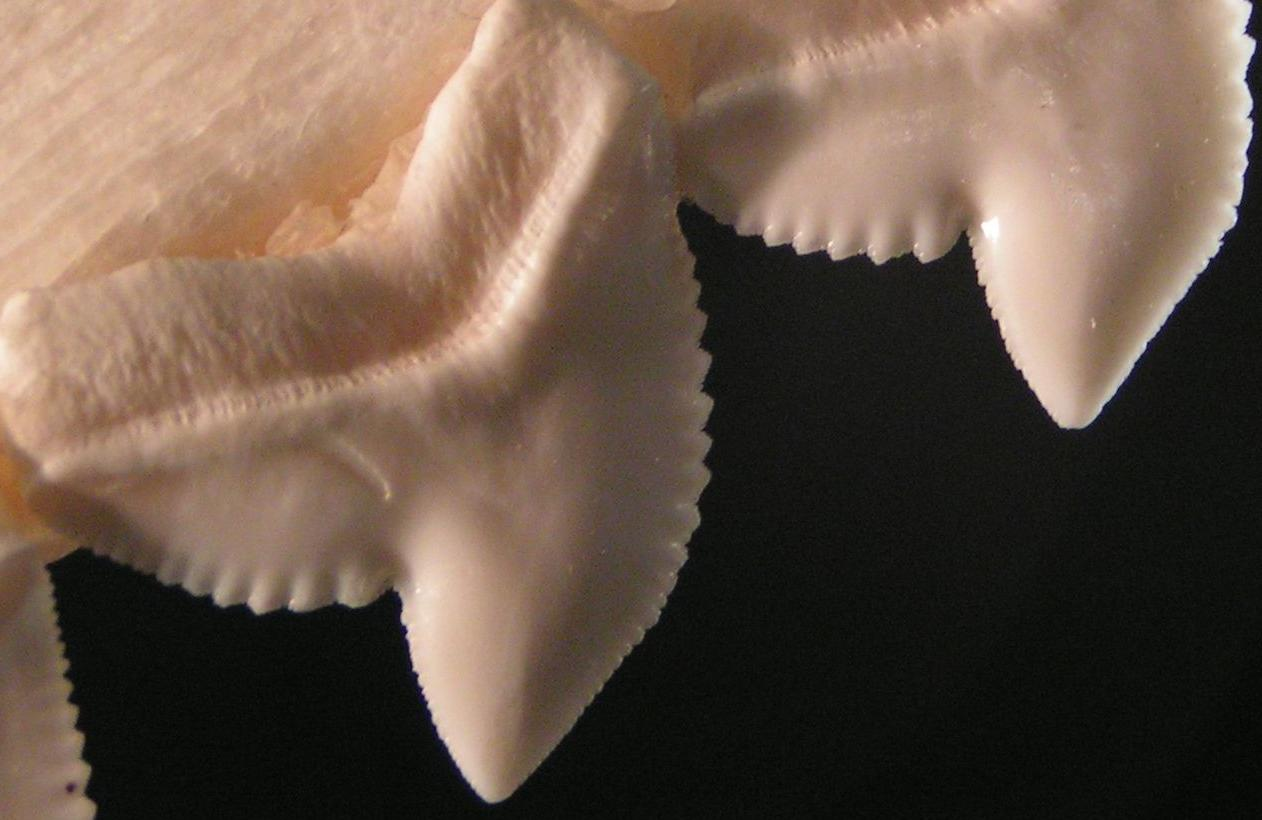

세레이션(serration) 또는 톱니모양은 축에 작은 삼각형 키 홈을 만들어 축과 보스를 고정시키는 것으로 동일한 지름의 스플라인에 보다 많은 키가 돌기가 있어 동력 전달이 크며, 자동차의 핸들 등 주로 사용된다.

## 내용
세레이션은 날카로운 이빨 모양의 돌기이다. 세레이션의 절단면에는 절단되는 재료와 접촉하는 많은 작은 지점이 있다. 매끄러운 날이나 다른 가장자리보다 접촉 면적이 적기 때문에 각 접촉 지점에 가해지는 압력이 더 크고 접촉 지점은 절단되는 재료에 대해 더 예리한 각도를 이룬다. 이로 인해 절단되는 재료의 표면에 많은 작은 분할이 포함된 절단 작업이 발생하며, 이는 누적적으로 블레이드 라인을 따라 재료를 절단하는 역할을 한다.
자연에서 세레이션은 일반적으로 일부 종, 일반적으로 상어의 이빨의 최첨단에서 볼 수 있다. 그러나 예를 들어 식물학에서는 카네이션 꽃잎의 가장자리와 같은 세레이션의 잎 가장자리 또는 기타 식물 부분이 세레이션으로 묘사되는 비절단 표면에도 나타난다. 세레이션의 잎 가장자리는 바람 및 기타 자연 요소의 힘을 줄일 수 있다. 아마도 지구상에서 가장 큰 세레이션은 산의 스카이라인에서 발생한다. 이것은 암석을 위로 밀어 올리는 지형 가장자리의 불균일한 작용과 침식의 불균일한 작용으로 인해 발생한다.
인간의 세레이션 사용은 자연에서 발견되는 것을 모방하고 넘어섰다. 예를 들어, 톱이나 기타 세레이션의 날의 이빨은 동물 이빨의 톱니와 유사한 절단 또는 긁는 용도로 사용된다. 재단사는 핑킹 가위를 사용하여 세레이션의 가장자리가 있는 천을 절단하는데, 다소 반직관적으로 가장자리에서 당겨질 수 있는 실의 평균 길이를 줄임으로써 해어짐을 줄인다. 세레이션의 한 유형은 특정 스텔스 항공기에 사용되는 기체 모양에서도 발견되며 세레이션 가장자리의 들쭉날쭉함을 사용하여 직선형 세레이션 가장자리가 레이더 신호를 소스로 반사하는 이음새와 가장자리에서 레이더 신호를 편향시킨다. 나사산은 일반적으로 시간과 잉크를 절약하기 위해 기계 도면에 축약되거나 기호로 표시되지만 프로필에 세레이션이 표시된다. 브로그 슈즈는 가죽 조각에 세레이션의 가장자리로 만들어지며 스타일 외에는 알려진 목적이 전혀 없다. 금속 가공의 스텝 클램프 및 스텝 블록 어셈블리는 조정 가능한 위치에서 클램핑 압력을 가하기 위해 세레이션을 채택한다.